# 热雷米·卡多
热雷米·卡多（法語：Jérémy Cadot，1986年11月7日—），法国男子击剑运动员。他曾代表法国参加2016年夏季奥林匹克运动会击剑比赛，获得男子团体花剑银牌和男子个人花剑第十八名。